# Kathleen Vogt
Kathleen "Kathy" Vogt (* 7. März 1959 in Elkhart) ist eine ehemalige kanadische Eisschnellläuferin.

## Werdegang
Vogt nahm von 1976 bis 1984 an internationalen Wettbewerben teil und belegte bei den Olympischen Winterspielen 1976 in Innsbruck den 23. Platz über 1500 m und den 21. Rang über 500 m. Zudem wurde sie bei den Juniorenweltmeisterschaften 1976 in Madonna di Campiglio Siebte im Kleinen Vierkampf. In der Saison 1976/77 lief sie bei den Juniorenweltmeisterschaften 1977 in Inzell auf den fünften Platz sowie bei der Mehrkampfweltmeisterschaft 1977 in Keystone auf den 17. Rang im Kleinen Vierkampf und in der Saison 1977/78 bei den Sprintweltmeisterschaft 1978 in Lake Placid auf den 12. Platz im Sprint-Mehrkampf sowie bei der Mehrkampfweltmeisterschaft 1978 in Helsinki auf den 16. Rang im Kleinen Vierkampf. Im Jahr 1979 kam sie bei der Sprintweltmeisterschaft in Inzell auf den 29. Platz im Sprint-Mehrkampf, bei den Juniorenweltmeisterschaften in Grenoble auf den sechsten Rang und bei der Mehrkampfweltmeisterschaft in Den Haag auf den 23. Platz im Kleinen Vierkampf. In der Saison 1979/80 belegte sie bei den Olympischen Winterspielen 1980 in Lake Placid den 24. Platz über 1000 m, den 18. Rang über 500 m sowie den 16. Platz über 1500 m und bei der Sprintweltmeisterschaft 1980 in West Allis den 16. Platz im Sprint-Mehrkampf.
Vogt nahm zudem an Shorttrack-Wettbewerben teil, wobei sie bei den Shorttrack-Weltmeisterschaften 1976 in Champaign sowie bei den Shorttrack-Weltmeisterschaften 1977 in Grenoble jeweils im Mehrkampf und mit der Staffel die Silbermedaille gewinnen konnte.

## Erfolge

### Olympische Spiele
- 1976 Innsbruck: 21. Platz 500 m, 23. Platz 1500 m
- 1980 Lake Placid: 16. Platz 1500 m, 18. Platz 500 m, 24. Platz 1000 m

### Mehrkampf-Weltmeisterschaften
- 1977 Keystone: 17. Platz Kleiner Vierkampf
- 1978 Helsinki: 16. Platz Kleiner Vierkampf
- 1979 Den Haag: 23. Platz Kleiner Vierkampf
- 1980 Hamar: 22. Platz Kleiner Vierkampf

### Sprint-Weltmeisterschaften
- 1978 Lake Placid: 12. Platz Sprint-Mehrkampf
- 1979 Inzell: 29. Platz Sprint-Mehrkampf
- 1980 West Allis: 16. Platz Sprint-Mehrkampf

## Persönliche Bestzeiten
| Disziplin | Zeit        | Datum           | Ort   |
| --------- | ----------- | --------------- | ----- |
| 500 m     | 42,48 s     | 19. Januar 1980 | Davos |
| 1000 m    | 1:24,80 min | 19. Januar 1980 | Davos |
| 1500 m    | 2:12,67 min | 19. Januar 1980 | Davos |
| 3000 m    | 4:50,67 min | 25. Januar 1979 | Davos |